# Бонч-Осмоловский, Михаил Александрович
Михаи́л Алекса́ндрович Бонч-Осмоло́вский (1919—1975) — советский шахматист, мастер спорта СССР (1951). Доктор технических наук, доцент.

## Биография
Шахматами увлёкся в 1930-е годы, во время московских международных турниров. Помимо шахмат, также занимался боксом, теннисом и волейболом.
Наиболее активно стал выступать в шахматных соревнованиях в послевоенные годы.
Участник полуфиналов чемпионатов СССР (в одном из них выполнил норму мастера спорта).

Участник многих первенств Москвы, лучший результат показал в 1960 году — 3—5 места.
«Бонч-Осмоловский обладает солидными познаниями в области шахмат, в ряде случаев стремится внести свое слово в разработку тех или иных дебютных систем. <...> Высокий результат, показанный им в чемпионате, лишний раз подтверждает, что он является одним из сильнейших мастеров Москвы. К этому остается только добавить, что Бонч-Осмоловский имел все шансы занять "чистое" третье место, если бы более точно проанализировал отложенную партию с Зайцевым из последнего тура».
В 1950 году свёл матч вничью с Л. С. Арониным.
Автор статей по разным вопросам шахмат. Судья всесоюзной категории. Председатель шахматной секции ЦС ДСО «Буревестник».
Занимался в Московском высшем техническом училище им. Баумана.
В 1955 году защитил диссертацию на тему «Основы теории и методов расчёта оплёточных машин».
В 1973 году защитил докторскую диссертацию в Московском энергическом институте на тему «Вопросы автоматизации и оптимизации селективного комплектования».

### Тренерская работа
В качестве тренера работал с К. А. Зворыкиной. В частности, был ее секундантом на турнирах претенденток 1955 и 1959 гг., матче на первенство мира 1959 / 60 гг. После матча в связи с занятостью Бонч-Осмоловского сотрудничество было прекращено.

## Примечательные партии
|   | a | b | c | d | e | f | g | h |   |
| - | --- | --- | --- | --- | --- | --- | --- | --- | - |
| 8 | e8 чёрный король · f8 чёрный слон · h8 чёрная ладья · a7 чёрная пешка · b7 чёрная пешка · f7 чёрная пешка · g7 чёрная пешка · h7 чёрная пешка · a6 чёрный ферзь · e6 чёрный слон · g5 белый ферзь · b4 чёрный конь · d4 белый конь · c3 чёрная ладья · e3 белый слон · a2 белая пешка · b2 белая пешка · c2 белая пешка · f2 белая пешка · g2 белая пешка · h2 белая пешка · c1 белый король · d1 белая ладья · e1 белая ладья | e8 чёрный король · f8 чёрный слон · h8 чёрная ладья · a7 чёрная пешка · b7 чёрная пешка · f7 чёрная пешка · g7 чёрная пешка · h7 чёрная пешка · a6 чёрный ферзь · e6 чёрный слон · g5 белый ферзь · b4 чёрный конь · d4 белый конь · c3 чёрная ладья · e3 белый слон · a2 белая пешка · b2 белая пешка · c2 белая пешка · f2 белая пешка · g2 белая пешка · h2 белая пешка · c1 белый король · d1 белая ладья · e1 белая ладья | e8 чёрный король · f8 чёрный слон · h8 чёрная ладья · a7 чёрная пешка · b7 чёрная пешка · f7 чёрная пешка · g7 чёрная пешка · h7 чёрная пешка · a6 чёрный ферзь · e6 чёрный слон · g5 белый ферзь · b4 чёрный конь · d4 белый конь · c3 чёрная ладья · e3 белый слон · a2 белая пешка · b2 белая пешка · c2 белая пешка · f2 белая пешка · g2 белая пешка · h2 белая пешка · c1 белый король · d1 белая ладья · e1 белая ладья | e8 чёрный король · f8 чёрный слон · h8 чёрная ладья · a7 чёрная пешка · b7 чёрная пешка · f7 чёрная пешка · g7 чёрная пешка · h7 чёрная пешка · a6 чёрный ферзь · e6 чёрный слон · g5 белый ферзь · b4 чёрный конь · d4 белый конь · c3 чёрная ладья · e3 белый слон · a2 белая пешка · b2 белая пешка · c2 белая пешка · f2 белая пешка · g2 белая пешка · h2 белая пешка · c1 белый король · d1 белая ладья · e1 белая ладья | e8 чёрный король · f8 чёрный слон · h8 чёрная ладья · a7 чёрная пешка · b7 чёрная пешка · f7 чёрная пешка · g7 чёрная пешка · h7 чёрная пешка · a6 чёрный ферзь · e6 чёрный слон · g5 белый ферзь · b4 чёрный конь · d4 белый конь · c3 чёрная ладья · e3 белый слон · a2 белая пешка · b2 белая пешка · c2 белая пешка · f2 белая пешка · g2 белая пешка · h2 белая пешка · c1 белый король · d1 белая ладья · e1 белая ладья | e8 чёрный король · f8 чёрный слон · h8 чёрная ладья · a7 чёрная пешка · b7 чёрная пешка · f7 чёрная пешка · g7 чёрная пешка · h7 чёрная пешка · a6 чёрный ферзь · e6 чёрный слон · g5 белый ферзь · b4 чёрный конь · d4 белый конь · c3 чёрная ладья · e3 белый слон · a2 белая пешка · b2 белая пешка · c2 белая пешка · f2 белая пешка · g2 белая пешка · h2 белая пешка · c1 белый король · d1 белая ладья · e1 белая ладья | e8 чёрный король · f8 чёрный слон · h8 чёрная ладья · a7 чёрная пешка · b7 чёрная пешка · f7 чёрная пешка · g7 чёрная пешка · h7 чёрная пешка · a6 чёрный ферзь · e6 чёрный слон · g5 белый ферзь · b4 чёрный конь · d4 белый конь · c3 чёрная ладья · e3 белый слон · a2 белая пешка · b2 белая пешка · c2 белая пешка · f2 белая пешка · g2 белая пешка · h2 белая пешка · c1 белый король · d1 белая ладья · e1 белая ладья | e8 чёрный король · f8 чёрный слон · h8 чёрная ладья · a7 чёрная пешка · b7 чёрная пешка · f7 чёрная пешка · g7 чёрная пешка · h7 чёрная пешка · a6 чёрный ферзь · e6 чёрный слон · g5 белый ферзь · b4 чёрный конь · d4 белый конь · c3 чёрная ладья · e3 белый слон · a2 белая пешка · b2 белая пешка · c2 белая пешка · f2 белая пешка · g2 белая пешка · h2 белая пешка · c1 белый король · d1 белая ладья · e1 белая ладья | 8 |
| 7 | e8 чёрный король · f8 чёрный слон · h8 чёрная ладья · a7 чёрная пешка · b7 чёрная пешка · f7 чёрная пешка · g7 чёрная пешка · h7 чёрная пешка · a6 чёрный ферзь · e6 чёрный слон · g5 белый ферзь · b4 чёрный конь · d4 белый конь · c3 чёрная ладья · e3 белый слон · a2 белая пешка · b2 белая пешка · c2 белая пешка · f2 белая пешка · g2 белая пешка · h2 белая пешка · c1 белый король · d1 белая ладья · e1 белая ладья | e8 чёрный король · f8 чёрный слон · h8 чёрная ладья · a7 чёрная пешка · b7 чёрная пешка · f7 чёрная пешка · g7 чёрная пешка · h7 чёрная пешка · a6 чёрный ферзь · e6 чёрный слон · g5 белый ферзь · b4 чёрный конь · d4 белый конь · c3 чёрная ладья · e3 белый слон · a2 белая пешка · b2 белая пешка · c2 белая пешка · f2 белая пешка · g2 белая пешка · h2 белая пешка · c1 белый король · d1 белая ладья · e1 белая ладья | e8 чёрный король · f8 чёрный слон · h8 чёрная ладья · a7 чёрная пешка · b7 чёрная пешка · f7 чёрная пешка · g7 чёрная пешка · h7 чёрная пешка · a6 чёрный ферзь · e6 чёрный слон · g5 белый ферзь · b4 чёрный конь · d4 белый конь · c3 чёрная ладья · e3 белый слон · a2 белая пешка · b2 белая пешка · c2 белая пешка · f2 белая пешка · g2 белая пешка · h2 белая пешка · c1 белый король · d1 белая ладья · e1 белая ладья | e8 чёрный король · f8 чёрный слон · h8 чёрная ладья · a7 чёрная пешка · b7 чёрная пешка · f7 чёрная пешка · g7 чёрная пешка · h7 чёрная пешка · a6 чёрный ферзь · e6 чёрный слон · g5 белый ферзь · b4 чёрный конь · d4 белый конь · c3 чёрная ладья · e3 белый слон · a2 белая пешка · b2 белая пешка · c2 белая пешка · f2 белая пешка · g2 белая пешка · h2 белая пешка · c1 белый король · d1 белая ладья · e1 белая ладья | e8 чёрный король · f8 чёрный слон · h8 чёрная ладья · a7 чёрная пешка · b7 чёрная пешка · f7 чёрная пешка · g7 чёрная пешка · h7 чёрная пешка · a6 чёрный ферзь · e6 чёрный слон · g5 белый ферзь · b4 чёрный конь · d4 белый конь · c3 чёрная ладья · e3 белый слон · a2 белая пешка · b2 белая пешка · c2 белая пешка · f2 белая пешка · g2 белая пешка · h2 белая пешка · c1 белый король · d1 белая ладья · e1 белая ладья | e8 чёрный король · f8 чёрный слон · h8 чёрная ладья · a7 чёрная пешка · b7 чёрная пешка · f7 чёрная пешка · g7 чёрная пешка · h7 чёрная пешка · a6 чёрный ферзь · e6 чёрный слон · g5 белый ферзь · b4 чёрный конь · d4 белый конь · c3 чёрная ладья · e3 белый слон · a2 белая пешка · b2 белая пешка · c2 белая пешка · f2 белая пешка · g2 белая пешка · h2 белая пешка · c1 белый король · d1 белая ладья · e1 белая ладья | e8 чёрный король · f8 чёрный слон · h8 чёрная ладья · a7 чёрная пешка · b7 чёрная пешка · f7 чёрная пешка · g7 чёрная пешка · h7 чёрная пешка · a6 чёрный ферзь · e6 чёрный слон · g5 белый ферзь · b4 чёрный конь · d4 белый конь · c3 чёрная ладья · e3 белый слон · a2 белая пешка · b2 белая пешка · c2 белая пешка · f2 белая пешка · g2 белая пешка · h2 белая пешка · c1 белый король · d1 белая ладья · e1 белая ладья | e8 чёрный король · f8 чёрный слон · h8 чёрная ладья · a7 чёрная пешка · b7 чёрная пешка · f7 чёрная пешка · g7 чёрная пешка · h7 чёрная пешка · a6 чёрный ферзь · e6 чёрный слон · g5 белый ферзь · b4 чёрный конь · d4 белый конь · c3 чёрная ладья · e3 белый слон · a2 белая пешка · b2 белая пешка · c2 белая пешка · f2 белая пешка · g2 белая пешка · h2 белая пешка · c1 белый король · d1 белая ладья · e1 белая ладья | 7 |
| 6 | e8 чёрный король · f8 чёрный слон · h8 чёрная ладья · a7 чёрная пешка · b7 чёрная пешка · f7 чёрная пешка · g7 чёрная пешка · h7 чёрная пешка · a6 чёрный ферзь · e6 чёрный слон · g5 белый ферзь · b4 чёрный конь · d4 белый конь · c3 чёрная ладья · e3 белый слон · a2 белая пешка · b2 белая пешка · c2 белая пешка · f2 белая пешка · g2 белая пешка · h2 белая пешка · c1 белый король · d1 белая ладья · e1 белая ладья | e8 чёрный король · f8 чёрный слон · h8 чёрная ладья · a7 чёрная пешка · b7 чёрная пешка · f7 чёрная пешка · g7 чёрная пешка · h7 чёрная пешка · a6 чёрный ферзь · e6 чёрный слон · g5 белый ферзь · b4 чёрный конь · d4 белый конь · c3 чёрная ладья · e3 белый слон · a2 белая пешка · b2 белая пешка · c2 белая пешка · f2 белая пешка · g2 белая пешка · h2 белая пешка · c1 белый король · d1 белая ладья · e1 белая ладья | e8 чёрный король · f8 чёрный слон · h8 чёрная ладья · a7 чёрная пешка · b7 чёрная пешка · f7 чёрная пешка · g7 чёрная пешка · h7 чёрная пешка · a6 чёрный ферзь · e6 чёрный слон · g5 белый ферзь · b4 чёрный конь · d4 белый конь · c3 чёрная ладья · e3 белый слон · a2 белая пешка · b2 белая пешка · c2 белая пешка · f2 белая пешка · g2 белая пешка · h2 белая пешка · c1 белый король · d1 белая ладья · e1 белая ладья | e8 чёрный король · f8 чёрный слон · h8 чёрная ладья · a7 чёрная пешка · b7 чёрная пешка · f7 чёрная пешка · g7 чёрная пешка · h7 чёрная пешка · a6 чёрный ферзь · e6 чёрный слон · g5 белый ферзь · b4 чёрный конь · d4 белый конь · c3 чёрная ладья · e3 белый слон · a2 белая пешка · b2 белая пешка · c2 белая пешка · f2 белая пешка · g2 белая пешка · h2 белая пешка · c1 белый король · d1 белая ладья · e1 белая ладья | e8 чёрный король · f8 чёрный слон · h8 чёрная ладья · a7 чёрная пешка · b7 чёрная пешка · f7 чёрная пешка · g7 чёрная пешка · h7 чёрная пешка · a6 чёрный ферзь · e6 чёрный слон · g5 белый ферзь · b4 чёрный конь · d4 белый конь · c3 чёрная ладья · e3 белый слон · a2 белая пешка · b2 белая пешка · c2 белая пешка · f2 белая пешка · g2 белая пешка · h2 белая пешка · c1 белый король · d1 белая ладья · e1 белая ладья | e8 чёрный король · f8 чёрный слон · h8 чёрная ладья · a7 чёрная пешка · b7 чёрная пешка · f7 чёрная пешка · g7 чёрная пешка · h7 чёрная пешка · a6 чёрный ферзь · e6 чёрный слон · g5 белый ферзь · b4 чёрный конь · d4 белый конь · c3 чёрная ладья · e3 белый слон · a2 белая пешка · b2 белая пешка · c2 белая пешка · f2 белая пешка · g2 белая пешка · h2 белая пешка · c1 белый король · d1 белая ладья · e1 белая ладья | e8 чёрный король · f8 чёрный слон · h8 чёрная ладья · a7 чёрная пешка · b7 чёрная пешка · f7 чёрная пешка · g7 чёрная пешка · h7 чёрная пешка · a6 чёрный ферзь · e6 чёрный слон · g5 белый ферзь · b4 чёрный конь · d4 белый конь · c3 чёрная ладья · e3 белый слон · a2 белая пешка · b2 белая пешка · c2 белая пешка · f2 белая пешка · g2 белая пешка · h2 белая пешка · c1 белый король · d1 белая ладья · e1 белая ладья | e8 чёрный король · f8 чёрный слон · h8 чёрная ладья · a7 чёрная пешка · b7 чёрная пешка · f7 чёрная пешка · g7 чёрная пешка · h7 чёрная пешка · a6 чёрный ферзь · e6 чёрный слон · g5 белый ферзь · b4 чёрный конь · d4 белый конь · c3 чёрная ладья · e3 белый слон · a2 белая пешка · b2 белая пешка · c2 белая пешка · f2 белая пешка · g2 белая пешка · h2 белая пешка · c1 белый король · d1 белая ладья · e1 белая ладья | 6 |
| 5 | e8 чёрный король · f8 чёрный слон · h8 чёрная ладья · a7 чёрная пешка · b7 чёрная пешка · f7 чёрная пешка · g7 чёрная пешка · h7 чёрная пешка · a6 чёрный ферзь · e6 чёрный слон · g5 белый ферзь · b4 чёрный конь · d4 белый конь · c3 чёрная ладья · e3 белый слон · a2 белая пешка · b2 белая пешка · c2 белая пешка · f2 белая пешка · g2 белая пешка · h2 белая пешка · c1 белый король · d1 белая ладья · e1 белая ладья | e8 чёрный король · f8 чёрный слон · h8 чёрная ладья · a7 чёрная пешка · b7 чёрная пешка · f7 чёрная пешка · g7 чёрная пешка · h7 чёрная пешка · a6 чёрный ферзь · e6 чёрный слон · g5 белый ферзь · b4 чёрный конь · d4 белый конь · c3 чёрная ладья · e3 белый слон · a2 белая пешка · b2 белая пешка · c2 белая пешка · f2 белая пешка · g2 белая пешка · h2 белая пешка · c1 белый король · d1 белая ладья · e1 белая ладья | e8 чёрный король · f8 чёрный слон · h8 чёрная ладья · a7 чёрная пешка · b7 чёрная пешка · f7 чёрная пешка · g7 чёрная пешка · h7 чёрная пешка · a6 чёрный ферзь · e6 чёрный слон · g5 белый ферзь · b4 чёрный конь · d4 белый конь · c3 чёрная ладья · e3 белый слон · a2 белая пешка · b2 белая пешка · c2 белая пешка · f2 белая пешка · g2 белая пешка · h2 белая пешка · c1 белый король · d1 белая ладья · e1 белая ладья | e8 чёрный король · f8 чёрный слон · h8 чёрная ладья · a7 чёрная пешка · b7 чёрная пешка · f7 чёрная пешка · g7 чёрная пешка · h7 чёрная пешка · a6 чёрный ферзь · e6 чёрный слон · g5 белый ферзь · b4 чёрный конь · d4 белый конь · c3 чёрная ладья · e3 белый слон · a2 белая пешка · b2 белая пешка · c2 белая пешка · f2 белая пешка · g2 белая пешка · h2 белая пешка · c1 белый король · d1 белая ладья · e1 белая ладья | e8 чёрный король · f8 чёрный слон · h8 чёрная ладья · a7 чёрная пешка · b7 чёрная пешка · f7 чёрная пешка · g7 чёрная пешка · h7 чёрная пешка · a6 чёрный ферзь · e6 чёрный слон · g5 белый ферзь · b4 чёрный конь · d4 белый конь · c3 чёрная ладья · e3 белый слон · a2 белая пешка · b2 белая пешка · c2 белая пешка · f2 белая пешка · g2 белая пешка · h2 белая пешка · c1 белый король · d1 белая ладья · e1 белая ладья | e8 чёрный король · f8 чёрный слон · h8 чёрная ладья · a7 чёрная пешка · b7 чёрная пешка · f7 чёрная пешка · g7 чёрная пешка · h7 чёрная пешка · a6 чёрный ферзь · e6 чёрный слон · g5 белый ферзь · b4 чёрный конь · d4 белый конь · c3 чёрная ладья · e3 белый слон · a2 белая пешка · b2 белая пешка · c2 белая пешка · f2 белая пешка · g2 белая пешка · h2 белая пешка · c1 белый король · d1 белая ладья · e1 белая ладья | e8 чёрный король · f8 чёрный слон · h8 чёрная ладья · a7 чёрная пешка · b7 чёрная пешка · f7 чёрная пешка · g7 чёрная пешка · h7 чёрная пешка · a6 чёрный ферзь · e6 чёрный слон · g5 белый ферзь · b4 чёрный конь · d4 белый конь · c3 чёрная ладья · e3 белый слон · a2 белая пешка · b2 белая пешка · c2 белая пешка · f2 белая пешка · g2 белая пешка · h2 белая пешка · c1 белый король · d1 белая ладья · e1 белая ладья | e8 чёрный король · f8 чёрный слон · h8 чёрная ладья · a7 чёрная пешка · b7 чёрная пешка · f7 чёрная пешка · g7 чёрная пешка · h7 чёрная пешка · a6 чёрный ферзь · e6 чёрный слон · g5 белый ферзь · b4 чёрный конь · d4 белый конь · c3 чёрная ладья · e3 белый слон · a2 белая пешка · b2 белая пешка · c2 белая пешка · f2 белая пешка · g2 белая пешка · h2 белая пешка · c1 белый король · d1 белая ладья · e1 белая ладья | 5 |
| 4 | e8 чёрный король · f8 чёрный слон · h8 чёрная ладья · a7 чёрная пешка · b7 чёрная пешка · f7 чёрная пешка · g7 чёрная пешка · h7 чёрная пешка · a6 чёрный ферзь · e6 чёрный слон · g5 белый ферзь · b4 чёрный конь · d4 белый конь · c3 чёрная ладья · e3 белый слон · a2 белая пешка · b2 белая пешка · c2 белая пешка · f2 белая пешка · g2 белая пешка · h2 белая пешка · c1 белый король · d1 белая ладья · e1 белая ладья | e8 чёрный король · f8 чёрный слон · h8 чёрная ладья · a7 чёрная пешка · b7 чёрная пешка · f7 чёрная пешка · g7 чёрная пешка · h7 чёрная пешка · a6 чёрный ферзь · e6 чёрный слон · g5 белый ферзь · b4 чёрный конь · d4 белый конь · c3 чёрная ладья · e3 белый слон · a2 белая пешка · b2 белая пешка · c2 белая пешка · f2 белая пешка · g2 белая пешка · h2 белая пешка · c1 белый король · d1 белая ладья · e1 белая ладья | e8 чёрный король · f8 чёрный слон · h8 чёрная ладья · a7 чёрная пешка · b7 чёрная пешка · f7 чёрная пешка · g7 чёрная пешка · h7 чёрная пешка · a6 чёрный ферзь · e6 чёрный слон · g5 белый ферзь · b4 чёрный конь · d4 белый конь · c3 чёрная ладья · e3 белый слон · a2 белая пешка · b2 белая пешка · c2 белая пешка · f2 белая пешка · g2 белая пешка · h2 белая пешка · c1 белый король · d1 белая ладья · e1 белая ладья | e8 чёрный король · f8 чёрный слон · h8 чёрная ладья · a7 чёрная пешка · b7 чёрная пешка · f7 чёрная пешка · g7 чёрная пешка · h7 чёрная пешка · a6 чёрный ферзь · e6 чёрный слон · g5 белый ферзь · b4 чёрный конь · d4 белый конь · c3 чёрная ладья · e3 белый слон · a2 белая пешка · b2 белая пешка · c2 белая пешка · f2 белая пешка · g2 белая пешка · h2 белая пешка · c1 белый король · d1 белая ладья · e1 белая ладья | e8 чёрный король · f8 чёрный слон · h8 чёрная ладья · a7 чёрная пешка · b7 чёрная пешка · f7 чёрная пешка · g7 чёрная пешка · h7 чёрная пешка · a6 чёрный ферзь · e6 чёрный слон · g5 белый ферзь · b4 чёрный конь · d4 белый конь · c3 чёрная ладья · e3 белый слон · a2 белая пешка · b2 белая пешка · c2 белая пешка · f2 белая пешка · g2 белая пешка · h2 белая пешка · c1 белый король · d1 белая ладья · e1 белая ладья | e8 чёрный король · f8 чёрный слон · h8 чёрная ладья · a7 чёрная пешка · b7 чёрная пешка · f7 чёрная пешка · g7 чёрная пешка · h7 чёрная пешка · a6 чёрный ферзь · e6 чёрный слон · g5 белый ферзь · b4 чёрный конь · d4 белый конь · c3 чёрная ладья · e3 белый слон · a2 белая пешка · b2 белая пешка · c2 белая пешка · f2 белая пешка · g2 белая пешка · h2 белая пешка · c1 белый король · d1 белая ладья · e1 белая ладья | e8 чёрный король · f8 чёрный слон · h8 чёрная ладья · a7 чёрная пешка · b7 чёрная пешка · f7 чёрная пешка · g7 чёрная пешка · h7 чёрная пешка · a6 чёрный ферзь · e6 чёрный слон · g5 белый ферзь · b4 чёрный конь · d4 белый конь · c3 чёрная ладья · e3 белый слон · a2 белая пешка · b2 белая пешка · c2 белая пешка · f2 белая пешка · g2 белая пешка · h2 белая пешка · c1 белый король · d1 белая ладья · e1 белая ладья | e8 чёрный король · f8 чёрный слон · h8 чёрная ладья · a7 чёрная пешка · b7 чёрная пешка · f7 чёрная пешка · g7 чёрная пешка · h7 чёрная пешка · a6 чёрный ферзь · e6 чёрный слон · g5 белый ферзь · b4 чёрный конь · d4 белый конь · c3 чёрная ладья · e3 белый слон · a2 белая пешка · b2 белая пешка · c2 белая пешка · f2 белая пешка · g2 белая пешка · h2 белая пешка · c1 белый король · d1 белая ладья · e1 белая ладья | 4 |
| 3 | e8 чёрный король · f8 чёрный слон · h8 чёрная ладья · a7 чёрная пешка · b7 чёрная пешка · f7 чёрная пешка · g7 чёрная пешка · h7 чёрная пешка · a6 чёрный ферзь · e6 чёрный слон · g5 белый ферзь · b4 чёрный конь · d4 белый конь · c3 чёрная ладья · e3 белый слон · a2 белая пешка · b2 белая пешка · c2 белая пешка · f2 белая пешка · g2 белая пешка · h2 белая пешка · c1 белый король · d1 белая ладья · e1 белая ладья | e8 чёрный король · f8 чёрный слон · h8 чёрная ладья · a7 чёрная пешка · b7 чёрная пешка · f7 чёрная пешка · g7 чёрная пешка · h7 чёрная пешка · a6 чёрный ферзь · e6 чёрный слон · g5 белый ферзь · b4 чёрный конь · d4 белый конь · c3 чёрная ладья · e3 белый слон · a2 белая пешка · b2 белая пешка · c2 белая пешка · f2 белая пешка · g2 белая пешка · h2 белая пешка · c1 белый король · d1 белая ладья · e1 белая ладья | e8 чёрный король · f8 чёрный слон · h8 чёрная ладья · a7 чёрная пешка · b7 чёрная пешка · f7 чёрная пешка · g7 чёрная пешка · h7 чёрная пешка · a6 чёрный ферзь · e6 чёрный слон · g5 белый ферзь · b4 чёрный конь · d4 белый конь · c3 чёрная ладья · e3 белый слон · a2 белая пешка · b2 белая пешка · c2 белая пешка · f2 белая пешка · g2 белая пешка · h2 белая пешка · c1 белый король · d1 белая ладья · e1 белая ладья | e8 чёрный король · f8 чёрный слон · h8 чёрная ладья · a7 чёрная пешка · b7 чёрная пешка · f7 чёрная пешка · g7 чёрная пешка · h7 чёрная пешка · a6 чёрный ферзь · e6 чёрный слон · g5 белый ферзь · b4 чёрный конь · d4 белый конь · c3 чёрная ладья · e3 белый слон · a2 белая пешка · b2 белая пешка · c2 белая пешка · f2 белая пешка · g2 белая пешка · h2 белая пешка · c1 белый король · d1 белая ладья · e1 белая ладья | e8 чёрный король · f8 чёрный слон · h8 чёрная ладья · a7 чёрная пешка · b7 чёрная пешка · f7 чёрная пешка · g7 чёрная пешка · h7 чёрная пешка · a6 чёрный ферзь · e6 чёрный слон · g5 белый ферзь · b4 чёрный конь · d4 белый конь · c3 чёрная ладья · e3 белый слон · a2 белая пешка · b2 белая пешка · c2 белая пешка · f2 белая пешка · g2 белая пешка · h2 белая пешка · c1 белый король · d1 белая ладья · e1 белая ладья | e8 чёрный король · f8 чёрный слон · h8 чёрная ладья · a7 чёрная пешка · b7 чёрная пешка · f7 чёрная пешка · g7 чёрная пешка · h7 чёрная пешка · a6 чёрный ферзь · e6 чёрный слон · g5 белый ферзь · b4 чёрный конь · d4 белый конь · c3 чёрная ладья · e3 белый слон · a2 белая пешка · b2 белая пешка · c2 белая пешка · f2 белая пешка · g2 белая пешка · h2 белая пешка · c1 белый король · d1 белая ладья · e1 белая ладья | e8 чёрный король · f8 чёрный слон · h8 чёрная ладья · a7 чёрная пешка · b7 чёрная пешка · f7 чёрная пешка · g7 чёрная пешка · h7 чёрная пешка · a6 чёрный ферзь · e6 чёрный слон · g5 белый ферзь · b4 чёрный конь · d4 белый конь · c3 чёрная ладья · e3 белый слон · a2 белая пешка · b2 белая пешка · c2 белая пешка · f2 белая пешка · g2 белая пешка · h2 белая пешка · c1 белый король · d1 белая ладья · e1 белая ладья | e8 чёрный король · f8 чёрный слон · h8 чёрная ладья · a7 чёрная пешка · b7 чёрная пешка · f7 чёрная пешка · g7 чёрная пешка · h7 чёрная пешка · a6 чёрный ферзь · e6 чёрный слон · g5 белый ферзь · b4 чёрный конь · d4 белый конь · c3 чёрная ладья · e3 белый слон · a2 белая пешка · b2 белая пешка · c2 белая пешка · f2 белая пешка · g2 белая пешка · h2 белая пешка · c1 белый король · d1 белая ладья · e1 белая ладья | 3 |
| 2 | e8 чёрный король · f8 чёрный слон · h8 чёрная ладья · a7 чёрная пешка · b7 чёрная пешка · f7 чёрная пешка · g7 чёрная пешка · h7 чёрная пешка · a6 чёрный ферзь · e6 чёрный слон · g5 белый ферзь · b4 чёрный конь · d4 белый конь · c3 чёрная ладья · e3 белый слон · a2 белая пешка · b2 белая пешка · c2 белая пешка · f2 белая пешка · g2 белая пешка · h2 белая пешка · c1 белый король · d1 белая ладья · e1 белая ладья | e8 чёрный король · f8 чёрный слон · h8 чёрная ладья · a7 чёрная пешка · b7 чёрная пешка · f7 чёрная пешка · g7 чёрная пешка · h7 чёрная пешка · a6 чёрный ферзь · e6 чёрный слон · g5 белый ферзь · b4 чёрный конь · d4 белый конь · c3 чёрная ладья · e3 белый слон · a2 белая пешка · b2 белая пешка · c2 белая пешка · f2 белая пешка · g2 белая пешка · h2 белая пешка · c1 белый король · d1 белая ладья · e1 белая ладья | e8 чёрный король · f8 чёрный слон · h8 чёрная ладья · a7 чёрная пешка · b7 чёрная пешка · f7 чёрная пешка · g7 чёрная пешка · h7 чёрная пешка · a6 чёрный ферзь · e6 чёрный слон · g5 белый ферзь · b4 чёрный конь · d4 белый конь · c3 чёрная ладья · e3 белый слон · a2 белая пешка · b2 белая пешка · c2 белая пешка · f2 белая пешка · g2 белая пешка · h2 белая пешка · c1 белый король · d1 белая ладья · e1 белая ладья | e8 чёрный король · f8 чёрный слон · h8 чёрная ладья · a7 чёрная пешка · b7 чёрная пешка · f7 чёрная пешка · g7 чёрная пешка · h7 чёрная пешка · a6 чёрный ферзь · e6 чёрный слон · g5 белый ферзь · b4 чёрный конь · d4 белый конь · c3 чёрная ладья · e3 белый слон · a2 белая пешка · b2 белая пешка · c2 белая пешка · f2 белая пешка · g2 белая пешка · h2 белая пешка · c1 белый король · d1 белая ладья · e1 белая ладья | e8 чёрный король · f8 чёрный слон · h8 чёрная ладья · a7 чёрная пешка · b7 чёрная пешка · f7 чёрная пешка · g7 чёрная пешка · h7 чёрная пешка · a6 чёрный ферзь · e6 чёрный слон · g5 белый ферзь · b4 чёрный конь · d4 белый конь · c3 чёрная ладья · e3 белый слон · a2 белая пешка · b2 белая пешка · c2 белая пешка · f2 белая пешка · g2 белая пешка · h2 белая пешка · c1 белый король · d1 белая ладья · e1 белая ладья | e8 чёрный король · f8 чёрный слон · h8 чёрная ладья · a7 чёрная пешка · b7 чёрная пешка · f7 чёрная пешка · g7 чёрная пешка · h7 чёрная пешка · a6 чёрный ферзь · e6 чёрный слон · g5 белый ферзь · b4 чёрный конь · d4 белый конь · c3 чёрная ладья · e3 белый слон · a2 белая пешка · b2 белая пешка · c2 белая пешка · f2 белая пешка · g2 белая пешка · h2 белая пешка · c1 белый король · d1 белая ладья · e1 белая ладья | e8 чёрный король · f8 чёрный слон · h8 чёрная ладья · a7 чёрная пешка · b7 чёрная пешка · f7 чёрная пешка · g7 чёрная пешка · h7 чёрная пешка · a6 чёрный ферзь · e6 чёрный слон · g5 белый ферзь · b4 чёрный конь · d4 белый конь · c3 чёрная ладья · e3 белый слон · a2 белая пешка · b2 белая пешка · c2 белая пешка · f2 белая пешка · g2 белая пешка · h2 белая пешка · c1 белый король · d1 белая ладья · e1 белая ладья | e8 чёрный король · f8 чёрный слон · h8 чёрная ладья · a7 чёрная пешка · b7 чёрная пешка · f7 чёрная пешка · g7 чёрная пешка · h7 чёрная пешка · a6 чёрный ферзь · e6 чёрный слон · g5 белый ферзь · b4 чёрный конь · d4 белый конь · c3 чёрная ладья · e3 белый слон · a2 белая пешка · b2 белая пешка · c2 белая пешка · f2 белая пешка · g2 белая пешка · h2 белая пешка · c1 белый король · d1 белая ладья · e1 белая ладья | 2 |
| 1 | e8 чёрный король · f8 чёрный слон · h8 чёрная ладья · a7 чёрная пешка · b7 чёрная пешка · f7 чёрная пешка · g7 чёрная пешка · h7 чёрная пешка · a6 чёрный ферзь · e6 чёрный слон · g5 белый ферзь · b4 чёрный конь · d4 белый конь · c3 чёрная ладья · e3 белый слон · a2 белая пешка · b2 белая пешка · c2 белая пешка · f2 белая пешка · g2 белая пешка · h2 белая пешка · c1 белый король · d1 белая ладья · e1 белая ладья | e8 чёрный король · f8 чёрный слон · h8 чёрная ладья · a7 чёрная пешка · b7 чёрная пешка · f7 чёрная пешка · g7 чёрная пешка · h7 чёрная пешка · a6 чёрный ферзь · e6 чёрный слон · g5 белый ферзь · b4 чёрный конь · d4 белый конь · c3 чёрная ладья · e3 белый слон · a2 белая пешка · b2 белая пешка · c2 белая пешка · f2 белая пешка · g2 белая пешка · h2 белая пешка · c1 белый король · d1 белая ладья · e1 белая ладья | e8 чёрный король · f8 чёрный слон · h8 чёрная ладья · a7 чёрная пешка · b7 чёрная пешка · f7 чёрная пешка · g7 чёрная пешка · h7 чёрная пешка · a6 чёрный ферзь · e6 чёрный слон · g5 белый ферзь · b4 чёрный конь · d4 белый конь · c3 чёрная ладья · e3 белый слон · a2 белая пешка · b2 белая пешка · c2 белая пешка · f2 белая пешка · g2 белая пешка · h2 белая пешка · c1 белый король · d1 белая ладья · e1 белая ладья | e8 чёрный король · f8 чёрный слон · h8 чёрная ладья · a7 чёрная пешка · b7 чёрная пешка · f7 чёрная пешка · g7 чёрная пешка · h7 чёрная пешка · a6 чёрный ферзь · e6 чёрный слон · g5 белый ферзь · b4 чёрный конь · d4 белый конь · c3 чёрная ладья · e3 белый слон · a2 белая пешка · b2 белая пешка · c2 белая пешка · f2 белая пешка · g2 белая пешка · h2 белая пешка · c1 белый король · d1 белая ладья · e1 белая ладья | e8 чёрный король · f8 чёрный слон · h8 чёрная ладья · a7 чёрная пешка · b7 чёрная пешка · f7 чёрная пешка · g7 чёрная пешка · h7 чёрная пешка · a6 чёрный ферзь · e6 чёрный слон · g5 белый ферзь · b4 чёрный конь · d4 белый конь · c3 чёрная ладья · e3 белый слон · a2 белая пешка · b2 белая пешка · c2 белая пешка · f2 белая пешка · g2 белая пешка · h2 белая пешка · c1 белый король · d1 белая ладья · e1 белая ладья | e8 чёрный король · f8 чёрный слон · h8 чёрная ладья · a7 чёрная пешка · b7 чёрная пешка · f7 чёрная пешка · g7 чёрная пешка · h7 чёрная пешка · a6 чёрный ферзь · e6 чёрный слон · g5 белый ферзь · b4 чёрный конь · d4 белый конь · c3 чёрная ладья · e3 белый слон · a2 белая пешка · b2 белая пешка · c2 белая пешка · f2 белая пешка · g2 белая пешка · h2 белая пешка · c1 белый король · d1 белая ладья · e1 белая ладья | e8 чёрный король · f8 чёрный слон · h8 чёрная ладья · a7 чёрная пешка · b7 чёрная пешка · f7 чёрная пешка · g7 чёрная пешка · h7 чёрная пешка · a6 чёрный ферзь · e6 чёрный слон · g5 белый ферзь · b4 чёрный конь · d4 белый конь · c3 чёрная ладья · e3 белый слон · a2 белая пешка · b2 белая пешка · c2 белая пешка · f2 белая пешка · g2 белая пешка · h2 белая пешка · c1 белый король · d1 белая ладья · e1 белая ладья | e8 чёрный король · f8 чёрный слон · h8 чёрная ладья · a7 чёрная пешка · b7 чёрная пешка · f7 чёрная пешка · g7 чёрная пешка · h7 чёрная пешка · a6 чёрный ферзь · e6 чёрный слон · g5 белый ферзь · b4 чёрный конь · d4 белый конь · c3 чёрная ладья · e3 белый слон · a2 белая пешка · b2 белая пешка · c2 белая пешка · f2 белая пешка · g2 белая пешка · h2 белая пешка · c1 белый король · d1 белая ладья · e1 белая ладья | 1 |
|   | a | b | c | d | e | f | g | h |   |

1. е4 е5 2. Кf3 Кf6 3. d4 ed 4. е5 Ке4 5. Ф:d4 d5 6. ed К:d6 7. Сd3 Фе7+ 8. Се3 Кf5? Черные добиваются «преимущества двух слонов», но при этом серьёзно отстают в развитии. Сильнее 8. … Сf5. 9. С:f5 С:f5 10. Кс3 Фb4. На 10. … С:с2 могло последовать 11. Лс1 и 12. Кd5. 11. Фе5+ Се6 12. 0—0—0 Ке6. Чтобы закончить развитие своих фигур, черные жертвуют пешку. 13.Ф:с7 Лс8. На 13. … Се7 следует 14. а3 и затем 15. Ф:b7. 14. Фf4 Фа5 15. Фg5 Фа6 16. Лhe1 Кb4 17. Кd4 Л:с3. Черные отдают качество, чтобы после 18.bc? форсировать ничью путём 18. … К:а2+ 19. Кpd2 К:с3 20. Кр: с3 Сb4+! 21. Кр: b4 Фс4+. Но белые находят эффектное опровержение. 18. Фd8+!! Кp: d8 19. К:е6++ Кре7. На 19. … Кре8 черные получают мат 20. К:g7+! C:g7 21. Cg5++ и 22.Ла8х. 20. Cg5+ f6 21. Кd8+! Черные сдались.

## Основные спортивные результаты
| Год         | Город     | Соревнование                                   | + | − | =  | Результат | Место |
| ----------- | --------- | ---------------------------------------------- | - | - | -- | --------- | ----- |
| 1946        | Москва    | Чемпионат Москвы                               | 2 | 7 | 6  | 5 из 15   | 14—15 |
| 1948        | Москва    | Четвертьфинал 17-го чемпионата СССР (группа 2) |   |   |    | 8½ из 15  | 4—6   |
| 1949        | Москва    | Чемпионат Москвы                               | 6 | 5 | 4  | 8 из 15   | 5—6   |
|             | Москва    | Полуфинал 17-го чемпионата СССР                |   |   |    | 3½ из 16  | 16    |
| 1950        |           | Матч с Л. С. Арониным                          |   |   |    |           |       |
| 1951        | Львов     | Полуфинал 19-го чемпионата СССР                | 4 | 1 | 14 | 11 из 19  | 7—8   |
| 1951 / 1952 | Москва    | Четвертьфинал 20-го чемпионата СССР (группа 1) |   |   |    | 9½ из 15  | 3—4   |
| 1952        | Сочи      | Полуфинал 20-го чемпионата СССР                | 6 | 4 | 7  | 9½ из 17  | 7     |
|             | Москва    | Четвертьфинал 21-го чемпионата СССР (группа 2) |   |   |    | 9 из 15   | 4—5   |
| 1953        | Ленинград | Полуфинал 21-го чемпионата СССР                | 4 | 7 | 4  | 6 из 15   | 12—13 |
| 1957        | Киев      | Полуфинал 25-го чемпионата СССР                | 6 | 6 | 7  | 9½ из 19  | 11—13 |
| 1960        | Москва    | Чемпионат Москвы                               | 4 | 3 | 4  | 6 из 11   | 3—5   |

## Семья
- Жена — Станислава Аурельяновна Сарнецкая (1920—1985), старший лейтенант медицинской службы во время Великой Отечественной войны (с 1943), врач-уролог[15][16]
  - Сын — Александр Михайлович Бонч-Осмоловский (род. 1950), математик.
  - Сын — Михаил Михайлович Бонч-Осмоловский (род. 1954), физик, к. ф-м. н., председатель Коллегии спортивных комиссаров[17], член Технической группы FIA[18], председатель комитета РАФ по автомобильным кольцевым гонкам[19]